# Palestyna (Mrągowo)
Palestyna [palɛsˈtɨna] ist ein kleiner Ort in der polnischen Woiwodschaft Ermland-Masuren. Er gehört zur Gmina Mrągowo (Landgemeinde Sensburg) im Powiat Mrągowski (Kreis Sensburg).
Palestyna liegt inmitten der Woiwodschaft Ermland-Masuren, 14 Kilometer nördlich der Kreisstadt Mrągowo (deutsch Sensburg).
Über die Entstehung und Geschichte des kleinen Ortes liegen keine Belege vor, ebenso wenig über eine deutsche Ortsbezeichnung aus der Zeit vor 1945. Heute ist Palestyna in das Dorf Gronowo (Grunau) einbezogen und damit ein Teil der Gmina Mrągowo im Powiat Mrągowski.
Kirchlich ist Palestyna in die katholische Pfarrei Wilkowo (Wilkendorf) im Erzbistum Ermland bzw. in die evangelische Pfarrei Mrągowo (Sensburg) in der Diözese Masuren der Evangelisch-Augsburgischen Kirche in Polen eingegliedert.
Verkehrstechnisch liegt Palestyna günstig an einer Nebenstraße, die den in der Gmina Kętrzyn (Landgemeinde Rastenburg) gelegenen Ort Wilkowo mit Słabowo (Slabowen, 1928 bis 1945 Langenwiese) verbindet, das unweit der polnischen Landesstraße 59 (einstige deutsche Reichsstraße 140) liegt und bereits zur Landgemeinde Ryn (Rhein) gehört. Eine Bahnanbindung besteht nicht.